# Ноче Буена
Ноче Буена (на испански: Noche Buena) е марка мексиканска сезонна коледна бира, в стил виенски лагер, която се произвежда от мексиканската пивоварна „Сервесерия Куатемок Моктесума“ (Cervecería Cuauhtémoc Moctezuma), собственост на „Хайнекен“.

## История
Тази бира се вари само за Коледа първоначално само за служители и приятели на пивоварната, но постепенно става толкова популярна, че е пусната официално в продажба през 1924 г., откогато се превръща в традиционна бира за коледните празници в Мексико.
В директен превод от испански език Noche Buena се превежда като „лека нощ“. Изразът обаче има още две значения: това е испанското име на цветето коледна звезда (Euphorbia pulcherrima) (откъдето идва и изображението на червеното цвете върху етикета), а също така означава и празника „Бъдни вечер“.

## Характеристика
Noche Buena е тъмна бира с алкохолно съдържание 5,9 %. Отличава се с тъмен медно-кафяв цвят с червеникави оттенъци, силен аромат с нотки на шери и отличителен сладък малцов вкус.
Истинските ценители на бирата очакват излизането ѝ всяка година между октомври и декември. Тя е перфектно допълнение към празничното настроение в коледната вечер. Емблема на бирата е цветето коледна звезда. В Мексико се предлага в търговската мрежа в бутилки от 355 ml. на цена 6 мексикански песос.